# Carex wawuensis
Carex wawuensis är en halvgräsart som beskrevs av W.M.Chu och S.Yun Liang. Carex wawuensis ingår i släktet starrar, och familjen halvgräs. Inga underarter finns listade i Catalogue of Life.